# 奥利沃斯总统官邸
奥利沃斯总统官邸（西班牙語：Quinta presidencial de Olivos)，也被称为奥利沃斯庄园，是位于布宜诺斯艾利斯北部郊区奥利沃斯的地标性建筑，也是阿根廷总统的官邸之一。

## 概述

### 开发

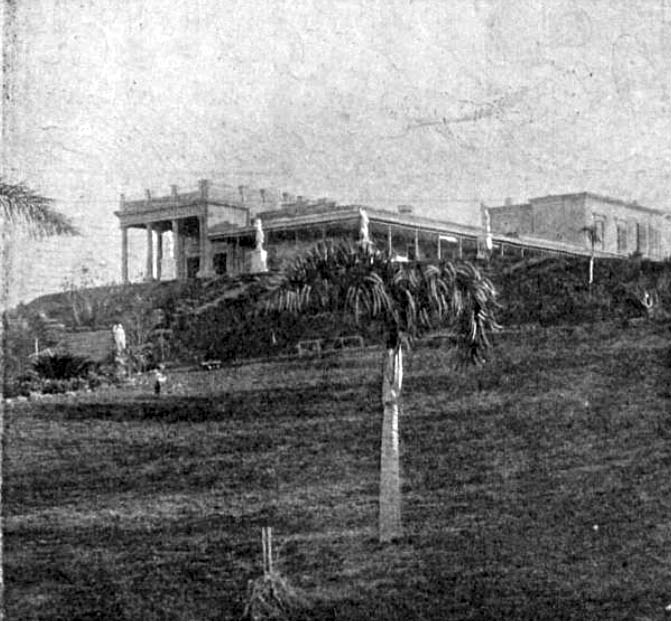
1898年的房屋

1580年，探险家胡安·德·加雷船长来到布宜诺斯艾利斯，重新开始建设这座城市（布宜诺斯艾利斯最初于1536年建成，但几年后即遭废弃）。在首次分配的400块土地中，加雷的副手罗德里戈·德·伊巴罗拉（Rodrigo de Ibarola）分到了一块位于市区以北20（12英里），俯瞰拉普拉塔河的地块，面积约有180公頃（440英畝）。 
1774年，拉普拉塔总督辖区的总邮政长曼努埃尔·德·巴萨维尔巴索（Manuel de Basavilbaso）买下了这块土地，并在此处的庄园内建立了该地区的首批养蜂场之一。
1829年，巴萨维尔巴索的女婿米格尔·德·阿斯库埃纳加于其妻去世后继承了这片土地，并于1833年又传给其子米格尔·何塞（Miguel José）。何塞将其改造成了一座马术庄园。然而，数年后独裁者胡安·曼努埃尔·德·罗萨斯崛起，统治了布宜诺斯艾利斯省，何塞因而流亡智利，1851年才得以重返故乡。回国后，何塞委托巴黎综合理工学院毕业生普里利迪亚诺·普埃雷东在父亲传给他的土地上设计一座庄园:987-989。
普埃雷东设计了一座结合新哥特式建筑和巴洛克建筑风格的折衷主义建筑，于1854年竣工。何塞将其称为自己的“鸟笼”。 普埃雷东不仅是一位著名的建筑师，还是一位画家，他在庄园竣工后为何塞绘制了一幅肖像画。
何塞没有合法继承人，但他将这座庄园遗赠给了侄子安东尼奥·胡斯托·奥拉格尔·费留（Antonio Justo Olaguer Feliú）。奥拉格尔因双目失明无法观景，故将庄园东边的一部分主要用作观赏的滨水地块卖了出去。1903年奥拉格尔去世，庄园的剩余部分被遗赠给其侄卡洛斯·维利亚特·奥拉格尔（Carlos Villate Olaguer）。维利亚特立下遗嘱：他去世后，这片土地应转交给阿根廷政府，用作总统的官方夏季住所。

### 赠与国家

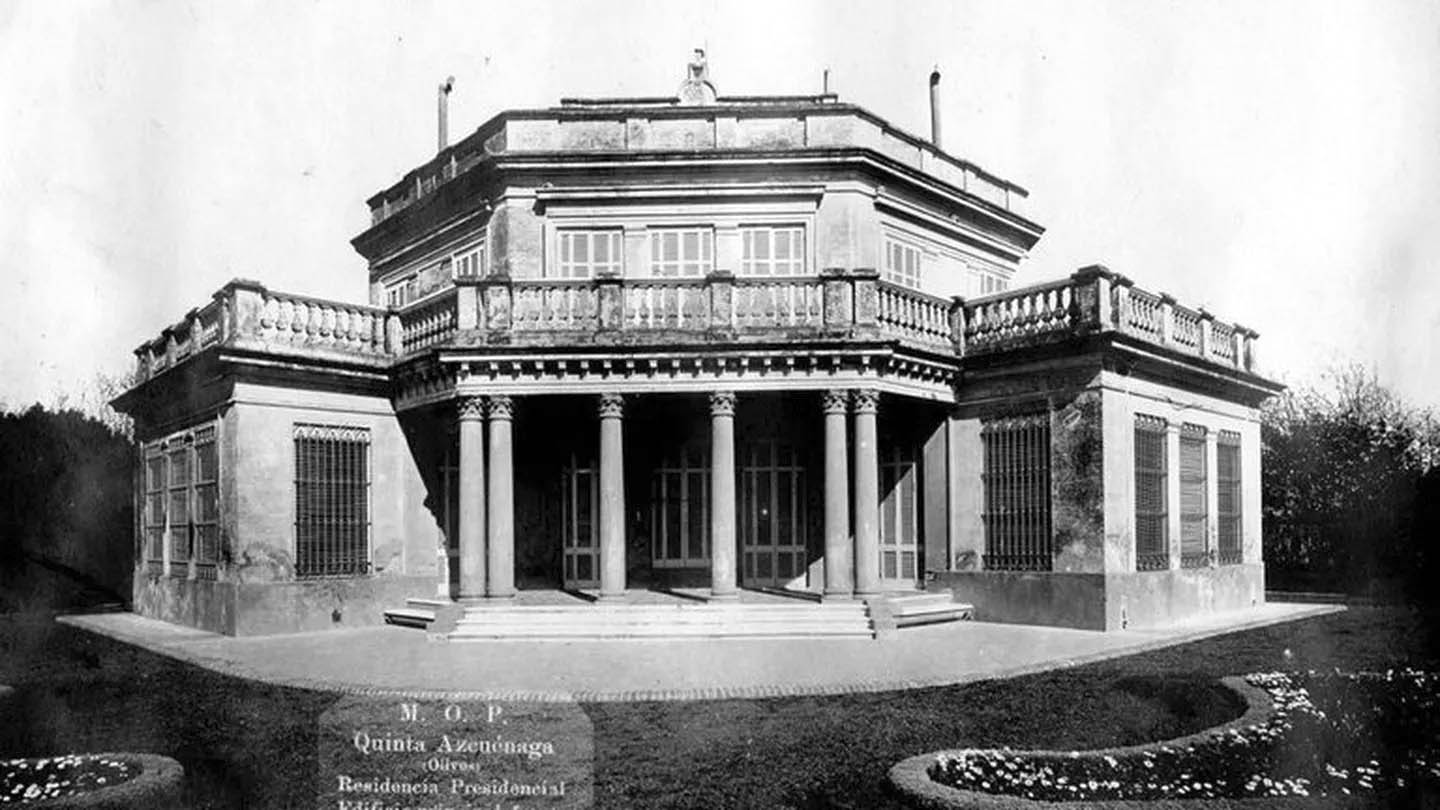
1922年时的主楼（总统官邸）

1913年维利亚特去世后，这片35公頃（86英畝）的土地交由政府处理。当时阿根廷总统通常住在自己的家中，并没有专门的官邸，所以政府在最初几年间曾考虑将其改建为公园。不过，总统伊波利托·伊里戈延最终在1918年9月30日接受了这片土地，最初指定为外交部长官邸，其首位正式住户是外交部长奥诺里奥·普埃雷东。1930年阿根廷政变后，何塞·费利克斯·乌里武鲁将军上台，身体虚弱的他在1931年的酷暑期间选择在此避暑，这座庄园也第一次成为了总统的住所。
乌里武鲁的继任者阿古斯丁·佩德罗·胡斯托计划在此建立度假胜地，但这一计划受制于维利亚特的遗嘱而无法实现。1936年，他正式将该庄园命名为阿根廷总统官邸，并将西部部分让给军官协会。胡斯托总统在庄园周边开展美化工程，在解放者大道（Avenida del Libertador）上种植了大量蓝花楹。美国总统富兰克林·罗斯福访问阿根廷时曾驱车经过庄园，看见街边飘落的花朵，感叹道：“天上在下蓝色的雨！”

### 总统官邸
由于庄园成为了总统的全年住所而非夏季住所，维利亚特的继承人于1940年提起诉讼，指控政府违反了遗嘱条款。然而，阿根廷最高法院驳回了该诉讼。由于庄园距离布宜诺斯艾利斯市中心的总统办公室玫瑰宫较远，因此在随后的几年里很少被使用。总统胡安·裴隆在庄园内修建了放映室，并增设了露天剧场、网球场、倒影池、温室等设施，还种上了美人树。裴隆于1955年被推翻后，新上任的佩德罗·欧亨尼奥·阿兰布鲁成为首位常住于奥利沃斯庄园的总统。1961年，时任总统阿图罗·弗朗迪西在庄园与阿根廷出生的古巴革命家、经济部长切·格瓦拉进行了秘密会谈，试图调解美古关系。而这次会谈招致了军方的反对，成为弗朗迪西1962年被政变推翻的导火索。此外，庄园里还时常举行阿萨多聚会等社交活动。1969年，总统胡安·卡洛斯·翁加尼亚在庄园里组织了一场音乐会，却不慎引发大火，对历史建筑造成严重破坏，所幸其大部分原始结构得以保存。
1973年3月阿根廷大选后，原先流亡国外的胡安·裴隆回到阿根廷，并赢得同年9月的大选，再度担任总统。胡安·裴隆任命没有政治经验的妻子伊莎贝尔·裴隆担任副总统。1974年7月1日，胡安·裴隆在庄园内去世，伊莎贝尔·裴隆接任总统一职。在她的总统任期内，胡安·裴隆和伊娃·裴隆的棺材都被供奉在庄园里，直到1976年阿根廷政变后才分别于查卡里塔公墓和雷科莱塔公墓下葬。
由于庄园十分奢华，历来有多位阿根廷总统选择不住在庄园里，其中著名的有埃克托尔·何塞·坎波拉、将军莱奥波尔多·加尔铁里（他更喜欢五月营地军营的军官宿舍）和爱德华多·杜阿尔德等。
庄园中后期新增的设施包括1969年增设的直升机停机坪、1972年增设的礼拜堂和总统卡洛斯·梅内姆于1991年增设的小型高尔夫球场。1993年11月14日，梅内姆和前总统劳尔·阿方辛（主要反对党激进公民联盟的领导人）于庄园内签署奥利沃斯协议。这一协议支持了1994年阿根廷宪法改革，使得总统拥有连任权，且原先由总统任命的布宜诺斯艾利斯市长一职改为民选。

## 图库

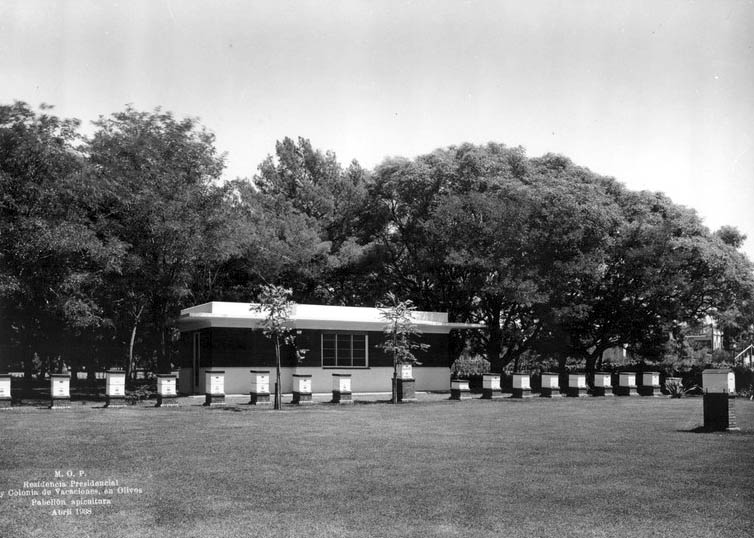
蜂房
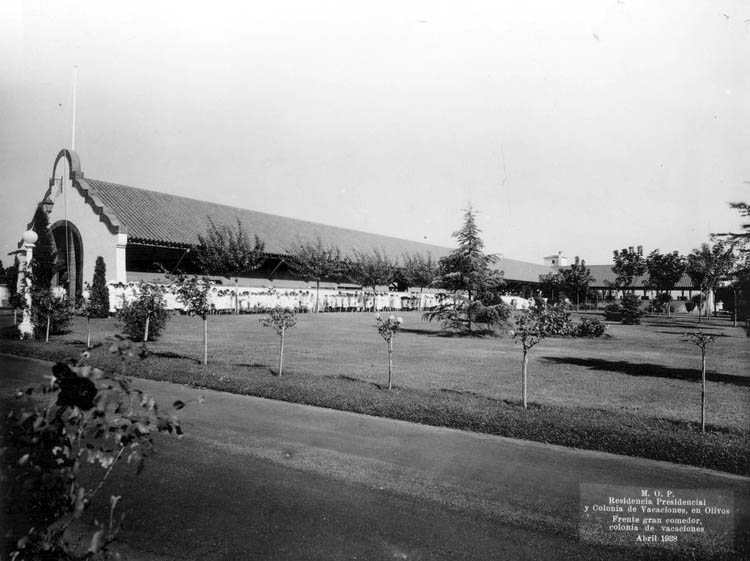
餐厅
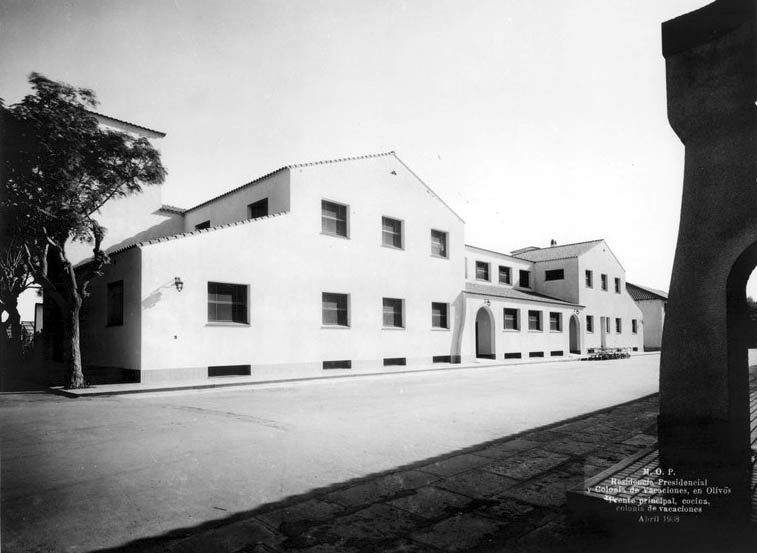
儿童楼
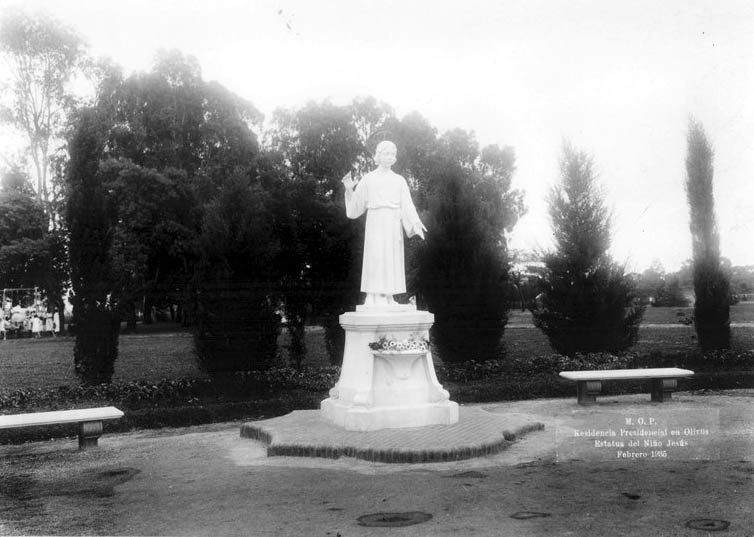
花园与雕像
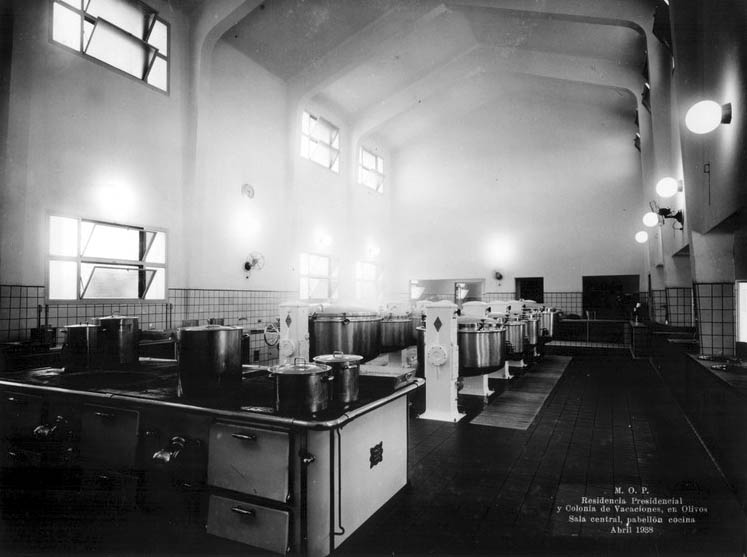
厨房楼
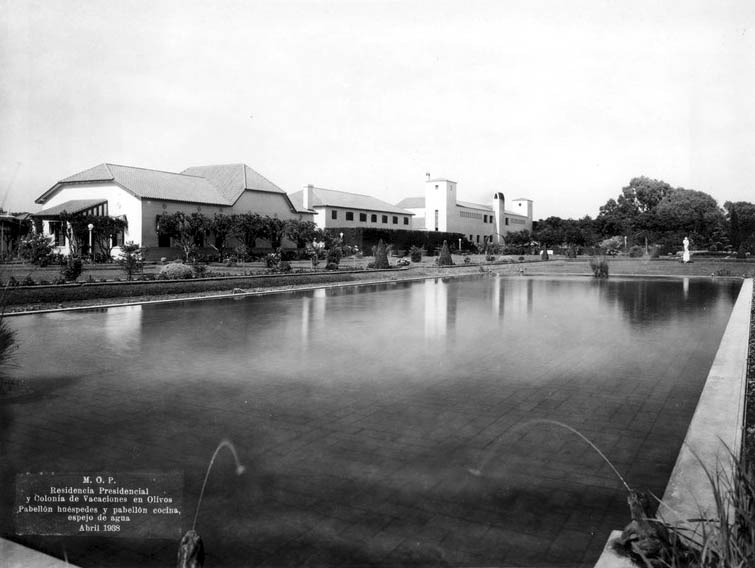
客房楼
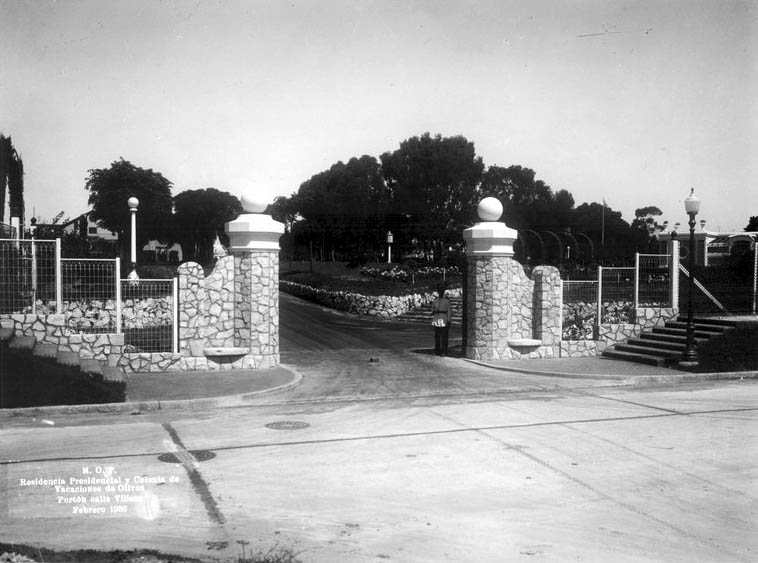
维利亚特街（Villate street）入口
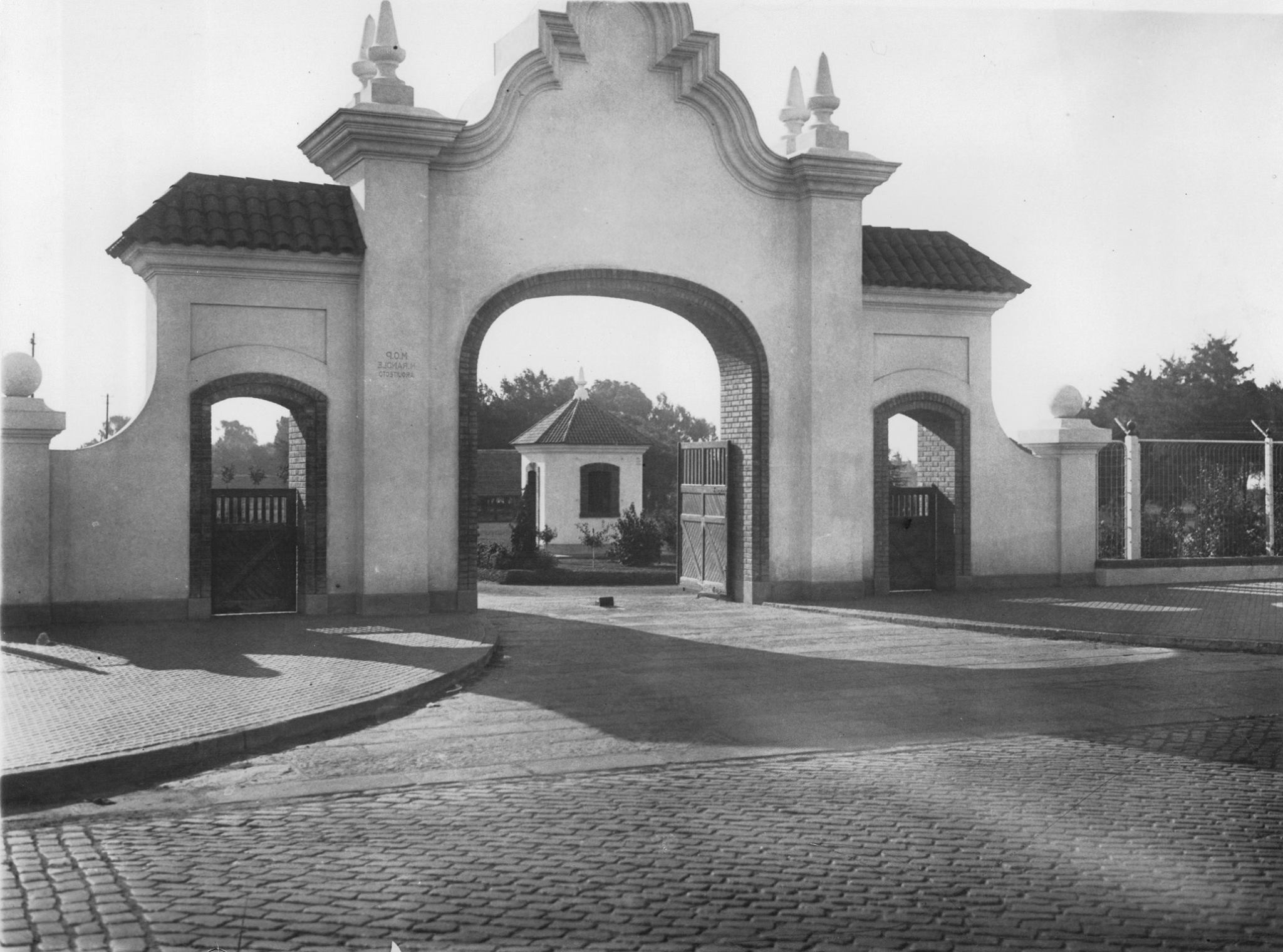
马伊普大道（Avenida Maipú）主入口